# Blåhøj
Blåhøj es una localidad situada en el municipio de Ikast-Brande, en la región de Jutlandia Central (Dinamarca), con una población estimada a principios de 2012 de unos 357 habitantes.
Se encuentra ubicada en el centro de la península de Jutlandia, a poca distancia al oeste de la ciudad de Aarhus.

## Historia
En 1877, la iglesia de Blåhøj se construyó como una iglesia filial de la parroquia de Sønder Omme, y en 1911, la parroquia de Blåhøj se separó de la de Sønder Omme. Pertenecía al condado de Nørvang, en el condado de Vejle. El municipio de Blåhøj se incorporó al municipio de Brande durante la reforma del gobierno local de 1970 , que, tras la reforma estructural de 2007, pasó a formar parte del municipio de Ikast-Brande.